# Aulus Manli Torquat Àtic
Aulus Manli Torquat Àtic (llatí: Aulus Manlius T. f. T. n. Torquatus Atticus) va ser un magistrat romà. Era fill de Tit Manli Torquat, cònsol el 299 aC.
Va ser censor l'any 247 aC juntament amb Aulus Atili Calatí, cònsol per primera vegada el 244 aC junt amb Gai Semproni Bles, i per segona vegada el 241 aC amb Quint Lutaci Cercó. En aquest segon consolat va derrotar els faliscs revoltats, i va obtenir per aquesta victòria els honors del triomf.
Plini parla de la mort sobtada del consular Aulus Manli Torquat però no se sap si està parlant d'aquest mateix personatge o un altre Aulus Manli Torquat.